# Darnoides brunnea
Darnoides brunnea är en insektsart som beskrevs av Ernst Friedrich Germar. Darnoides brunnea ingår i släktet Darnoides och familjen hornstritar. Inga underarter finns listade i Catalogue of Life.